# El Torín
El Torín fue la primera plaza de toros construida en Barcelona, España. Fue inaugurada en julio de 1834 en el barrio de la Barceloneta. Su ubicación estaba donde actualmente se encuentra la Torre Mare Nostrum, sede central de Gas Natural Fenosa, un edificio de Enric Miralles y Benedetta Tagliabue.
La plaza de toros el Torín fue cerrada en el año 1923 y derribada en 1944.

## Historia
Era obra del arquitecto Josep Fontserè i Domènech a partir de un encargo de la Casa de la Caridad. Se construyó en los antiguos terrenos del matadero de la ciudad.
El 25 de julio de 1835, justo un año después de su inauguración, las autoridades organizaron una corrida de toros en el Torín. El espectáculo no fue del agrado de los espectadores, que lanzaron todo tipo de objetos a la arena. Inmediatamente muchos de ellos salieron a la calle y se dirigieron en manifestación hacia La Rambla. Pero poco a poco, el grupo se fue haciendo más numeroso, nutriéndose de descontentos de toda clase. Oradores improvisados incitaron a la gente en contra de la Iglesia. Lo que empezó como una protesta contra una mala corrida de toros adquirió un carácter anticlerical. Al llegar a La Rambla, los conventos de los agustinos y de los franciscanos comenzaron a recibir pedradas, pero posteriormente las llamas se ensañaron con los conventos de los dominicos de Santa Caterina, el de los franciscanos, el de los trinitarios descalzos, el de los agustinos, el de Sant Josep y el de los carmelitas. Una decena de frailes murió aquella noche.

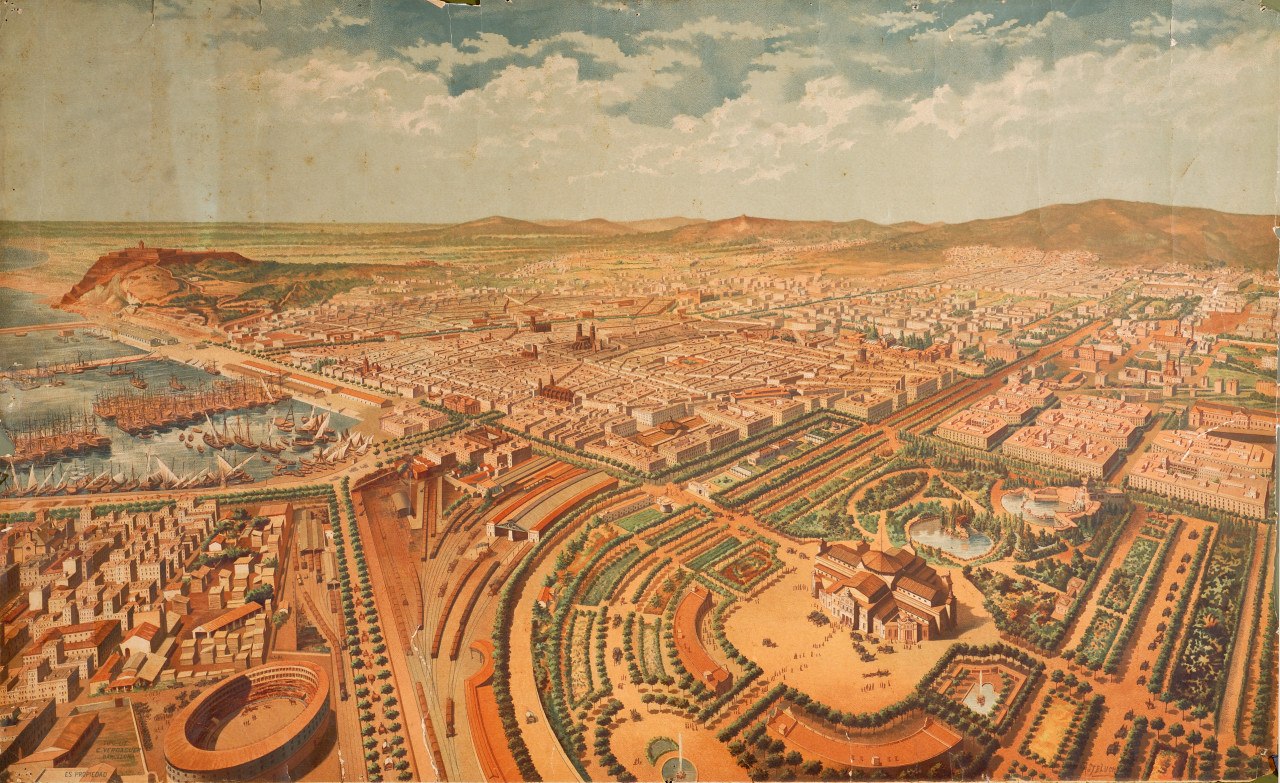
El Torín, en la Barcelona de 1882.

El resultado de aquellos incidentes, fue el cierre de la plaza de toros hasta finales de 1841 y que poco después, se acuñase una famosa canción popular que resume de esta forma los hechos:     
| Versión en catalán | Versión en castellano |
| --- | --- |
| El dia de Sant Jaume de l'any trenta-cinc hi va haver gran broma dintre del torín; van sortir set toros tots van ser dolents això va ser la causa de cremar els convents | El día de San Jaime del año treinta y cinco hubo una gran bronca dentro del torín; salieron siete toros todos fueron malos eso fue la causa de quemar los conventos |

La citada plaza, fue escenario de una serie de pinturas sobre temas taurinos realizadas por Ramón Casas (1866-1932). Fue la primera plaza de toros, ya en el siglo XIX donde las ovaciones del público se acompañaron con música.
Su última corrida fue el 23 de septiembre de 1923. En el año 1954 los terrenos que ocupaba pasaron a ser propiedad de Catalana de Gas, que lo reconvirtió en un campo de fútbol para sus trabajadores.
En este ruedo fue donde tomó la alternativa Pedro Aixelá Peroy, famoso por ser el primer torero catalán en hacerlo.